# Moubarak al-Shamikh
Moubarak al-Shamikh (en arabe : امبارك عبدالله الشامخ, également écrit Embarek Shamekh), né le 15 mai 1952 à Benghazi, est un ingénieur et homme politique libyen, chef du gouvernement (secrétaire général du Comité populaire général) de 2000 à 2003 et chef de l'État (secrétaire général du Congrès général du peuple) de la Jamahiriya arabe libyenne de 2009 à 2010.

## Biographie
Nommé par le colonel Mouammar Kadhafi, Al-Shamikh succède le 5 mars 2009 à Muftah Kaïba en tant que chef de l'État libyen (secrétaire général du Congrès général du peuple). Plusieurs fois ministre entre 1984 et 2004, il a également exercé la fonction de chef du gouvernement (secrétaire général du Comité populaire général) de 2000 à 2003.
Shamikh est ingénieur diplômé de la Faculté de génie électrique et de communication de l'Université du Centre de la Floride. Il a exercé diverses fonctions ministérielles et exécutives sous l'autorité du colonel Kadhafi :
- Ministre des Transports (1984-1990)
- Gouverneur de Syrte (1990-1992)
- Ministre du Logement et des Travaux publics (1992-2000)
- Chef du gouvernement (2000-2003)
- Président du Conseil de la Planification (2003-2004)
- Gouverneur de Benghazi (2004-2005)

Il exercera les fonctions de secrétaire général du Congrès général du peuple jusqu'en janvier 2010.
Fin février 2011, au début du soulèvement contre le régime de Kadhafi, il fait défection en partant vers l'Égypte voisine.